# Richard Zommer

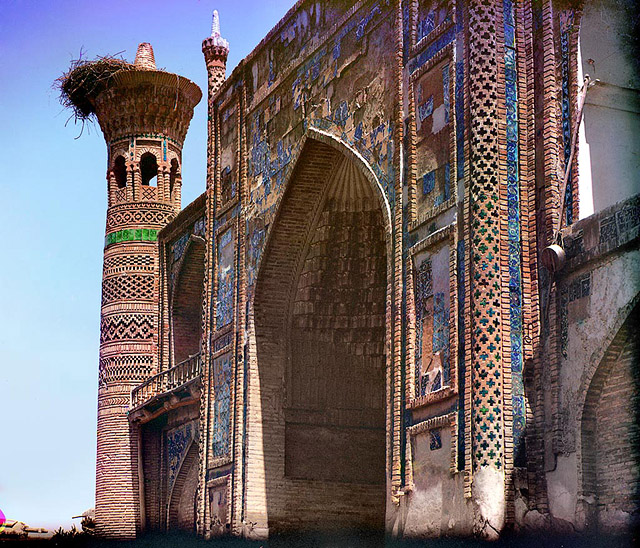
A Mesquita de Shir-Dor, em Samarcanda, cujo edifício foi diversas vezes representado por Zommer.

Richard Karlovich Zommer (1866 — 1939) foi um artista realista e impressionista russo. Foi um dos primeiros artistas russos a renderem-se às tendências impressionistas que transpunham as fronteiras da França. Pintor por excelência, um dos seus mais célebres trabalhos é sem dúvida A Mesquita de Shir-Dor, Samarcanda, leiloado em 2006 na Sotheby's, na cidade de Londres, na New Bond Street.
Da sua vida pouco se conhece. Sabe-se que tinha origens britânicas. Sabe-se que, inspirado em outros artistas, fez várias viagens pela Ásia Central e Europa de Leste. Foi durante uma destas visitas que, em 1907, concebeu o referido quadro, em território que hoje pertence ao Cazaquistão.
Os pintores orientalistas foram os pintores europeus influenciados pelo estilo árabe, e, por isto, muitos creem que Zommer era um pintor orientalista, embora não o sendo, efetivamente. A sua pintura prendia-se verdadeiramente aos aspectos mais quotidianos do sul da Rússia, que contava com alguns territórios (hoje, alguns estados, como o Cazaquistão e o Afeganistão, entre outros) de maioria muçulmana. Todavia, estando esta cultura inteiramente ligada ao seu país de origem, não se pode classificar a obra de Zommer como orientalista.
O estilo do pintor é pleno de exotismo e alegria, que derivam um pouco da sua ostensiva paleta de cores, muito variável e exuberante, e dos seus jogos lumínicos derivantes do estilo impressionista. 
A sua pintura é marcada pelas cenas de rua nos territórios russos de maioria muçulmana, exibindo bazares, mesquitas, procissões e grandes multidões, o que dá uma grande liberdade a nível da cor, vivamente explorada em quadros como No bazar, entre outros, mas também é marcada pelas desérticas paisagens na região montanhosa do Cáucaso, um ambiente árido e escuro, que nos quadros de Zommer costuma mostrar-se coberto de neve, com pequenos riachos entrelaçados na terra lamacenta ou com pitorescas caravanas e soldados de artistas a atravessa-lo, como em Caravana atravessando um rio, uma das obras mais marcantes da sua trajectória artística.
Da vivacidade e exotismo das ruas e dos bazares de Samarcanda, ao ambiente desértico e gelado do Cáucaso, o pintor necessitava de representar vida humana nos seus quadros, sendo que não se conhece nenhum quadro de Zommer em que não conste uma personagem humana. Nas suas obras Zommer não se cansou de fazer reflexões sobre a vida do ser-humano, em diferentes regiões, com diferentes estilos de vida, mas em relação aos seus personagens, estes adquirem uma postura muito introspetiva, e, sejam constantes em representações dos mais movimentados bazares ou das regiões desérticas e montanhosas do interior Rússia, os personagens assumem uma postura cansada e solitária, como em Cena de rua[ligação inativa] e O rio Volga[ligação inativa], salvo algumas excepções.
Com a sua obra dominada essencialmente pelo óleo sobre tela, alguns dos seus trabalhos assemelham-se a alegorias, principalmente as telas em que representa as legiões de infantaria do exército imperial russo e as procissões religiosas. Algo frequentes na sua obra, estes temas têm, salvo algumas excepções, todos o Cáucaso como pano de fundo.
Muitas das suas pinturas são conhecidas, maioritariamente pelo povo russo, mas a maioria dos trabalhos encontram-se em colecções privadas ou museus da Rússia.